# 34831 Krithikramesh
34831 Krithikramesh este o planetă minoră (asteroid), cu un diametru de 2,498 km, din centura de asteroizi. A fost descoperită pe 19 septembrie 2001 la Experimental Test Site⁠(d) de Lincoln Near-Earth Asteroid Research. 
Obiectul prezintă o orbită caracterizată de o semiaxă mare de 2,2282007 UAi, o excentricitate de 0,01, o înclinație de 4,81811 ° în raport cu ecliptica.